# Florentinerhut

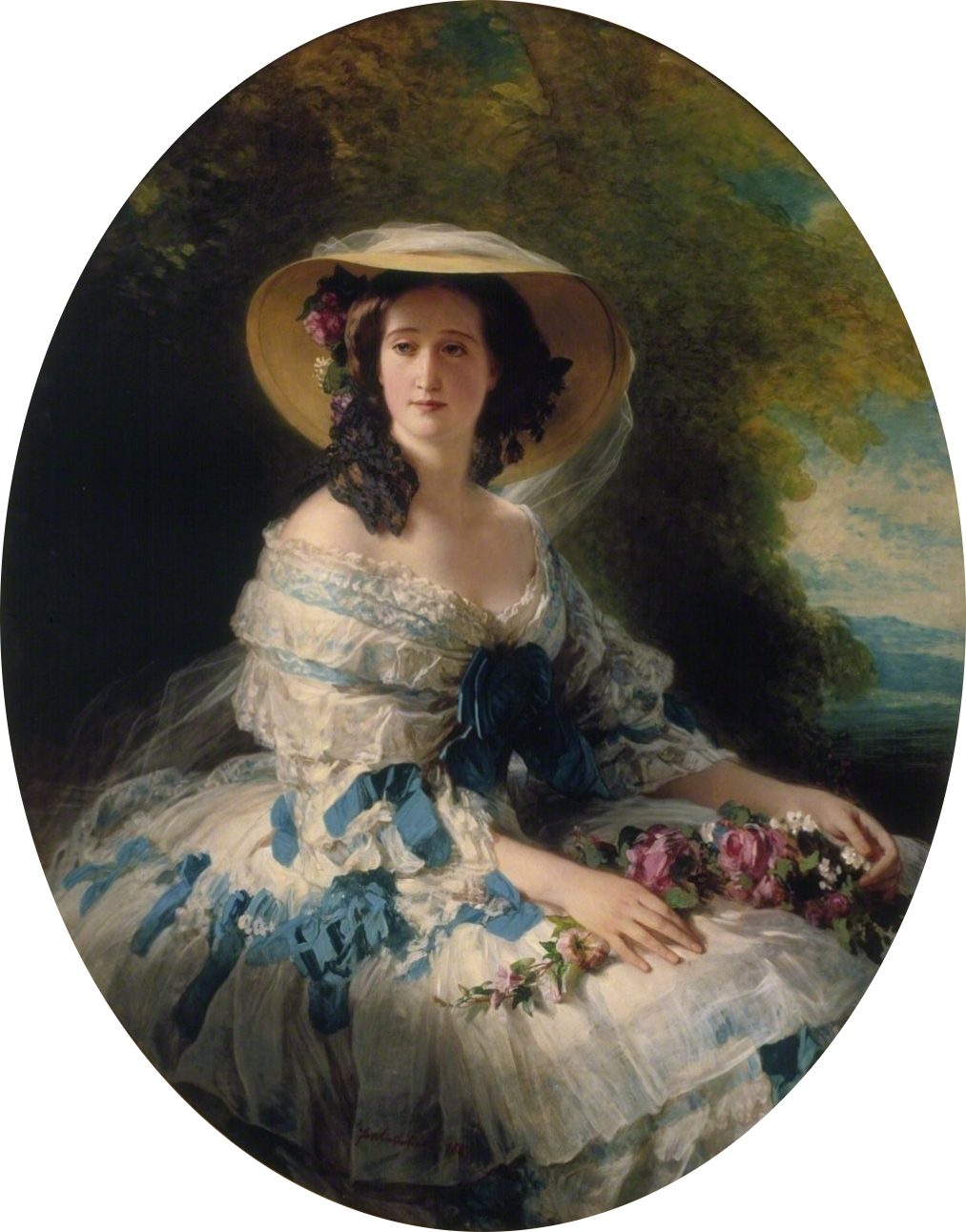
Kaiserin Eugénie mit Florentinerhut. Franz Xaver Winterhalter, 1857

Der Florentinerhut ist ein flacher, breitkrempiger, mit Blumen oder einem Schleier verzierter Strohhut. Im Original wurde er aus Weizenstroh hergestellt. Häufig wurde der Hut durch Hutbänder aus Rips, Chiffon oder Seide dekoriert. Am hinteren Hutteil wurden häufig lange Bindebänder aus Seide oder Rips angebracht.
Er wurde hauptsächlich Mitte des 19. Jahrhunderts bis Anfang des 20. Jahrhunderts als Sommerhut getragen und gehörte zeitweise auch in den 1930er und 1950er Jahren zum modischen Accessoire der Damenbekleidung.

## Materialität
Der Begriff Florentiner beschreibt einer Verarbeitungsweise von Strohborten zu einem Hut. Aus schneckenförmig gefädelten Weizenstrohborten können unterschiedliche Hutformen gepresst und geformt werden, sodass sich der Begriff nicht auf eine einzige Hutform beschränken lässt.

### Technik
Bei einem „echten Florentiner“ handelt es sich um einen Strohhut, der durch die Technik des „Ramaillierens“ hergestellt wird. Dieser Vorgang beschreibt das Flechten von Strohborten, die anschließend Kante an Kante nebeneinandergelegt werden und ein Faden abwechselnd durch die aneinanderstoßenden Kantenflechtungen der Borten gefädelt wird. Es entsteht ein schneckenförmiger Verlauf der Borte des „gefädelten“ Strohhutes. Vereinzelt wird auch von besonders feiner Stroharbeit berichtet, sodass statt mit einem Faden ebenfalls Stroh zum Verbinden der Borten genutzt wurde. Die Technik wird auch als „fädeln“ oder „ramayieren“ bezeichnet.
Eine besonders feine Qualität eines Hutrohlings kann durch die Verwendung von Weißenstroh, das nicht bis zur Ährenreife gereift ist, erreicht werden. Dieses ist weniger brüchig, dünn und flexibel, was eine besondere Feinheit im Flechtwerk ermöglicht. Dreizehn-Vollhalmgeflechte galten als Standard für die Florentinerhutherstellung. In dieser Verarbeitung werden Strohhalme nicht durch einen sogenannten Halmspalter in schmalere Flechtstreifen zerteilt, sondern sehr feine, aber komplette Halme verflochten.

## Geschichte
Die Herstellung und der Handel mit Strohhüten ist für das Großherzogtum der Toskana seit 1575 belegt. Bereits in der Antike wurden in der Region Strohhüte getragen und ab dem 15. Jahrhundert ist der sogenannte „Florentinerhut“ in der Kleidung der gehobenen Gesellschaft bekannt.
Die aufwendige Herstellung durch das Ramaillieren erfolge etwa bis in die 1930er Jahre.